# 阿里山剪股颖
阿里山剪股颖（学名：Agrostis arisan-montana）为禾本科剪股颖属下的一个种。